# Nextmedia
Nextmedia Pty Ltd è una società australiana fondata nel 2007 dal Wolseley Private Equity, opera nel campo dell'editoria e dei nuovi media. Ha sede a St Leonards, sobborgo del North Shore di Sydney.
Il suo amministratore delegato (CEO) è David Gardiner (già Deputy Chief Executive Officer di ACP Magazines, il più grande editore di periodici d'Australia). Attualmente Wolseley Private Equity è rappresentato nel consiglio d'amministrazione di Nextmedia da James Todd (Presidente), Richard Burrows e Felix Danziger.
A partire dal 2008 comincia ad espandere le proprie dimensioni mediante l'acquisizione di altri importanti editori australiani: Horwitz Publications (fondata nel 1960), Bluewater Publishing (2006), Chevron Publishing Group (1988) e Next Publishing (fondata nel 1987).

## Riviste pubblicate
- Aero Australia
- Artist Profile
- Australian Guitar
- Australian Hi-Fi
- Australian Muscle Car
- Bluewater
- Blunt
- Camera
- G
- Geare
- Girl Power
- Golf Australia
- HiFi
- Home Cinema & Hi-Fi Living
- Hyper
- InCar Entertainment
- Inside Sport
- Little Angel
- Mad
- Mad Classics
- Mania
- Motor Racing Australia
- Old Bike
- PC PowerPlay
- ProPhoto
- Soap World
- Smart Home Ideas
- Tracks
- TV Soap
- The Wiggles
- V8 Supercars and V8 Bathurst
- Waves

### Riviste chiuse
- N64 Gamer
- Internet.AU
- MAX Magazine
- Official Australian Playstation Magazine (prima edizione)
- Total Gamer
- GBA World
- Nintendo Gamer